# Anna Rubió i Rodon
Anna Rubió i Rodon, nascuda a Barcelona el 1960, és llicenciada en Història per la Universitat de Barcelona (UB) i imparteix docència a diversos ensenyaments de la Facultat d'Informació i Mitjans Audiovisuals (FIMA) de la Universitat de Barcelona (UB) relacionats amb els sistemes d'informació, les tècniques documentals historiogràfiques i les tècniques de comunicació.
També és traductora del polonès al català i al castellà. L'any 1999, juntament amb Jerzy Sławomirski, amb qui ha elaborat una cinquantena de traduccions de la literatura polonesa clàssica i contemporània al català i al castellà, va guanyar el Premi Ciutat de Barcelona de traducció en llengua catalana amb la traducció de l'obra Dietari (1953-1956), de Witold Gombrowicz, novel·lista i dramaturg polonès nascut el 1904.
Ha escrit diversos articles sobre biblioteconomia,  documentació i arxivística, la seva docència i els perfils dels seus professionals, i forma part del comitè científic i organitzador de les Jornades Educació i Arxius.
També és una persona activa als diferents òrgans de gestió de la Facultat d'Informació i Mitjans Audiovisuals, formant part del Consell d'Estudis d'Informació i Documentació i Gestió d'Informació i Documentació Digital, de la Comissió de Dinamització Lingüística de la Facultat d'Informació i Mitjans Audiovisuals (FIMA) i essent directora del postgrau de Prescripció Lectora. També va ser secretària Acadèmica, cap d'estudis i membre del Consell Assessor de la Facultat.
Actualment, imparteix docència en el grau en Gestió d'Informació i Documentació Digital, el màster en Biblioteques i Col·leccions Patrimonials i el màster en Gestió i Direcció de Biblioteques i Serveis d'Informació.